# Salvatore Pucci
Salvatore Pucci (Nocera Inferiore, 1894 – Portici, 1977) è stato un compositore, direttore di banda e editore italiano.

## Biografia
Salvatore Pucci iniziò a suonare nella banda di Nocera Inferiore all'età di otto anni e fu attivo come suonatore di Cornetta e Flicorno nei locali corpi di musica sino al 1950. Divenne poi capobanda militare e direttore di diverse orchestre civili.
Insieme al fratello Alfredo Pucci fondò nella città natale la nota casa editrice Pucci, che fu successivamente trasferita a Portici.
Pubblicò con queste, oltre alle sue composizioni, opere di compositori tra cui Giovanni Orsomando, Giuseppe Piantoni e Pasquale Quatrano. Curò, inoltre, innumerevoli trascrizioni di musica sinfonica e operistica.
Fu inoltre presidente dell'Associazione Nazionale Bande Musicali Autonome (ANBIMA) della Campania.

## Composizioni

### Opere per banda
- A mia Madre, Marcia religiosa
- Ai Caduti in Guerra, Marcia funebre
- Augurio, Marcia sinfonica
- Canti dell'Unità d'Italia, fantasia
  1. Adunata è bersagliere
  2. Addio, mia bella, addio
  3. La bandiera dei 3 colori
  4. Inno militare
  5. Piume al vento
  6. Il Bersagliere
  7. Su Lombardi, all'armi
  8. La bella Gigogin
  9. Delle spade il fiero lampo
  10. O giovani ardenti
  11. Camicia rossa
  12. Fanfara dei bersaglieri (flic-floc)
- Canti della montagna
  1. Cappello (la penna nera)
  2. Dove sei stato mio bell'alpin
  3. Quel mazzolin di fiori
  4. La violetta
  5. La licenza
  6. La rivista del corredo (e le stellette)
  7. Sul ponte di Bassano
  8. Il 29 giugno
  9. O Dio del cielo
  10. Montenero
  11. il testamento del capitano
  12. Di là dal Piave
- Canti popolari, fantasia
  1. La morettina (la ricciolina)
  2. Ta-pum
  3. L'osteria
  4. È arrivà
  5. Sulle balze del trentino
  6. Piume baciatemi
  7. Mi sun alpino
  8. La tradotta
  9. O macchinista
  10. Non sarà più la tromba
  11. Finale

- Canzoniere napoletano
- Casanova, Marcia sinfonica
- Celina, Marcia sinfonica
- Come il vino, Marcia sinfonica
- Diabolico, Marcia sinfonica
- Elva, Marcia sinfonica
- Esaurito, Marcia brillante
- Eterna Pace, Marcia funebre
- Fantasia popolare, Fantasia di melodie famose
- Fantasia veneziana, Fantasia variazioni sul "Carnevale di Venezia"
- Fiorella, Marcia brillante
- Gioventù, Sinfonia originale
- Giri di valzer
- Gli opportunisti, Marcia brillante
- Il cuore Sogna, Marcia in tempo di danza
- Incredibile, Marcia sinfonica
- Isabella, Marcia brillante
- La canzonetta
  1. A tazza ‘e cafè-Silenzio cantatore-
  2. ‘Na sera ‘e maggio
  3. L'Addio del Bersagliere
  4. Cara piccina-Napule è chino ‘e femmene
  5. Dicitincello vuie
  6. Tic tì tic tà
  7. Munastero ‘e Santa Chiara
  8. Tutta pè mme!
  9. Come le rose
  10. Simmo a Napule...
  11. Paisà!
  12. Finale

- Leo, Marcia brillante
- Loredana, Marcia brillante
- Magnanimo, Marcia sinfonica
- Marcellina, Marcia sinfonica
- Marcia dei filibustieri, Marcia brillante
- Marcia Nocerina
- Maria, marcia
- Matusa, Marcia brillante
- Nando, Marcia sinfonica
- Nerina, Marcia sinfonica
- Nina, Marcia brillante
- Pappagone, Marcia brillante
- Pataccone, Marcia brillante
- Pierina, Marcia spagnola
- Potpourri marciabile
- Qarantotto, Marcia sinfonica
- Questa è la vita, Marcia sinfonica
- Rita, Marcia brillante
- Rivoli, Marcia sinfonica
- Rondinella, Marcia Orientale
- Santa Cecilia, Marcia religiosa
- Se son rose Fioriranno, Marcia sinfonica
- Sempre in gamba, Marcia sinfonica
- Si spezza ma non si piega, Marcia brillante
- Stelutis alpinis
- Ti conosco Mascherina, Marcia sinfonica
- Tristezza, Marcia funebre
- Venditori di fumo, Marcia sinfonica
- Villaflora, Marcia sinfonica
- Vivace Lotta, Marcia sinfonica

### Opere per Fanfara
- 1ª Raccolta per Fanfara
  1. Passo di corsa
  2. Marcia d'ordinanza
  3. Marcia dei Bersaglieri FLIC E FLOK
  4. Marcia Bersaglieresca
  5. Marcia a Roma

- 2ª Raccolta per Fanfara
  1. Il Bersagliere
  2. Piume Baciatemi
  3. Bersaglierersca
  4. L'addio del Bersagliere
  5. Piume al vento
  6. Marcia d'ordinanza degli Alpini

- 3ª raccolta per Fanfara
  1. Trenta soldi
  2. Baffone
  3. Colonnello
  4. Reggimento di Papà
  5. marcia nº 3
  6. Marcia treno

### Musica vocale
- 1931 Canto dei giovani italiani, per voce e pianoforte (testo di Carmine Calandra)

### Opere didattiche
- Album di pezzi celebri per Clarinetto
- L'Album del Concertista, per tromba soprano in mi bemolle (Flicornino mib)
- Melodie verdiane (soli di brani da opere), per tromba soprano in mi bemolle (Flicornino mib)
- Melodie verdiane (Soli di brani da Opere), per eufonio (Flicorno Baritono)
- Melodie verdiane (soli di brani da Opere), per flicorno tenore
- Passi difficili tratti da Opere, per tuba
- Raccolta di brani da Opere, per tromba soprano e tromba in mi bemolle
- Raccolta di brani da Opere, per eufonio (Flicorno Baritono)
- Raccolta di brani da Opere, per flicorno tenore
- Raccolta di passi e brani per Clarinetto vol. 1°
- Raccolta di passi e brani per Clarinetto vol. 2°
- Raccolta di Romanze, per tromba soprano in mi bemolle (Flicornino mib)
- Raccolta di Romanze, per flicorno tenore
- Raccolta di soli e brani per Corno, per corno